# Deuce (musikalbum)
Deuce är bluesmusikern Rory Gallaghers andra soloalbum. Det gavs ut i november 1971, endast sex månader efter debuten Rory Gallagher.

## Låtlista
Samtliga låtar skrivna av Rory Gallagher.
1. "I'm Not Awake Yet" - 5:24
2. "Used to Be" - 5:06
3. "Don't Know Where I'm Going" - 2:42
4. "Maybe I Will" - 4:15
5. "Whole Lot of People" - 4:57
6. "In Your Town" - 5:47
7. "Should've Learnt My Lesson" - 3:36
8. "There's a Light" - 5:59
9. "Out of My Mind" - 3:05
10. "Crest of a Wave" - 6:00
11. "Persuasion" - 4:45 (bonusspår på 1999 års nyutgåva)

## Medverkande
- Rory Gallagher - gitarr, munspel, sång
- Wilgar Campbell - percussion, trummor
- Gerry McAvoy - bas